# Troels Lyby
Troels Lyby, född 15 oktober 1966, är en dansk skådespelare.

## Filmografi (urval)
- 1998 – Idioterna
- 2000 – Före stormen
- 2001 – En kort en lång
- 2001 – Den lejde mördaren
- 2002 – Okay

- 2017 -  Tinkas juläventyr